# 渤海行政区
渤海行政区、渤海行署区、渤海区是抗日战争时期，中国共产党在山东抗日根据地设立的渤海区行政公署的辖区。1944年初，由清河区、冀鲁边区合并而成，沿袭至1950年。
抗日战争和第二次国共内战期间，渤海行政区是中共政权在山东省的主要战略区之一。下辖6个行政专属、47个县（区），所辖区域涉及今山东省滨州市、济南市、淄博市、潍坊市、东营市、德州市，河北省沧州市，天津市塘沽区等地市的部分区域。

## 历史
1944年1月，经中共中央北方局批准，清河区和冀鲁边区党委、军区合并，建立中共渤海区党委、八路军山东渤海军区。景晓村任中共渤海区党委书记，杨国夫任渤海军区司令员。
1944年3月1日，正式成立渤海区行政公署，发布“布字第一号”布告：按山东省战时行政委员会公署令，为贯彻精兵简政，加强领导，准备反攻，决定将清河区与冀鲁边区合并，定名为渤海行政区，清河区行政公署和冀鲁边区行政委员会合组为渤海行政公署，委派刘其人、李人凤代理正、副主任，于3月1日接任视事。党政军机关驻地在今山东省滨州市惠民县。
1944年，渤海军区对日伪军发起夏季、秋季攻势作战，全部恢复被“蚕食”的益（都）寿（光）临（淄）广（饶）四边根据地，并先后攻克利津县等4座县城。
山东军区在1945年开始对日大反攻。渤海军区按统一部署，在6月发起蒲台滨县战役，先后攻占蒲台縣、滨县县城及道旭、北镇等日伪据点。同时，各军分区部队先后攻占吴桥、南皮、德平、庆云、沾化、高苑等县城。渤海区部队共歼敌3万余人，攻占县城33座，辖区人口600万余人。
当时，渤海区北接天津，南至膠濟鐵路，东北频临渤海，西枕津浦铁路。区内平原地域广阔，海岸线长，物产丰富。是山东军区的战略反攻前沿阵地，以及战争资源的供给基地和休养整训的后方。区域面积达5.2万平方公里，人口近千万。

## 行政区划
渤海行政区初辖六个专区。1945年9月，一、三专署合并为一专署，五、六专署合并为三专署。1949年6月，一专署更名为沧南专署，二专署更名为泺北专署，三专署更名为清河专署，四专署更名为垦利专署。
1945年时，渤海区共41个县、市。后为47个县（区）。